# 버건군

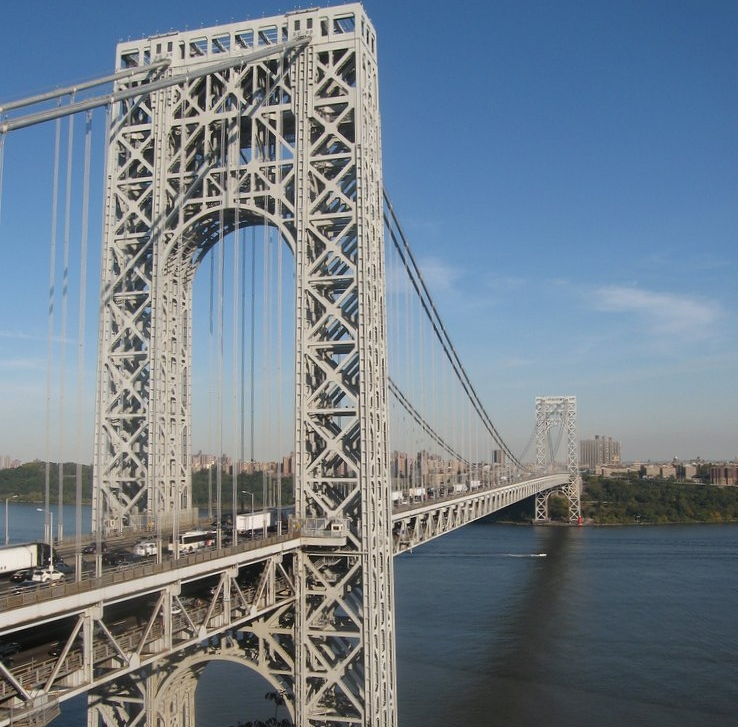
뉴욕 시와 뉴저지 포트리 시를 연결하는 조지 워싱턴 다리

버건군(Bergen County)은 미국 뉴저지주의 카운티(county)로, 뉴저지에서 가장 인구가 많은 카운티이다. 2016년 추정 인구조사에 의하면 939,151명의 인구가 살고 있으며, 이는 2010년 인구조사 때보다 3.8% 높다. 버건 군에는 71개의 지자체들(municipalities)이 있다. 뉴욕과 조지 워싱턴 교를 통해 연결된 포트리(Fort Lee) 등의 도시가 있다. 카운티청 소재지이자 최대 도시는 해컨색이다.
버건 군은 미국에서 한국계 인구의 비율이 가장 높은 군이다. 2010년 인구조사에서는 6.3%, 2011에는 6.9%로 집계되고 있으며, 미국 전국에서 한국계 인구 비율이 제일 높은 톱 10개 지자체가 모두 버건 군에 있다. 이에 따라 선거 시에 한국어로 투표가 가능하게 되어 있기도 하다.

## 하위 지자체

### 도시 (city)
- 엥글우드 (Englewood)
- 가필드 (Garfield)
- 해컨색 (Hackensack)

### 읍 (township)
- 린드허스트 (Lyndhurst)
- 마화 (Mahwah)
- 리버베일 (River Vale)
- 로셸파크 (Rochelle Park)
- 새들브룩 (Saddle Brook)
- 사우스해컨색 (South Hackensack)
- 티넥 (Teaneck)
- 워싱턴타운십 (Washington Township)
- 와이코프 (Wyckoff)

### 마을 (village)
- 리지필드파크 (Ridgefield Park)
- 리지우드 (Ridgewood)

### 지구 (borough)
- 앨런데일 (Allendale)
- 알파인 (Alpine)
- 버건필드 (Bergenfield)
- 보고타 (Bogota)
- 칼스타트 (Carlstadt)
- 클리프사이드파크 (Cliffside Park)
- 클로스터 (Closter)
- 크레스킬 (Cresskill)
- 데머레스트 (Demarest)
- 듀몬트 (Dumont)
- 이스트러더퍼드 (East Rutherford)
- 에지워터 (Edgewater)
- 엘름우드파크 (Elmwood Park)
- 에머슨 (Emerson)
- 엥글우드클리프스 (Englewood Cliffs)
- 페어론 (Fair Lawn)
- 페어뷰 (Fairview)
- 포트리 (Fort Lee)
- 프랭클린레이크스 (Franklin Lakes)
- 글렌록 (Glen Rock)
- 해링턴파크 (Harrington Park)
- 해즈브룩헤이츠 (Hasbrouck Heights)
- 하워스 (Haworth)
- 힐즈데일 (Hillsdale)
- 호호커스 (Ho-Ho-Kus)
- 레오니아 (Leonia)
- 리틀페리 (Little Ferry)
- 로다이 (Lodi)
- 메이우드 (Maywood)
- 미들랜드파크 (Midland Park)
- 몬트베일 (Montvale)
- 무나키 (Moonachie)
- 뉴밀퍼드 (New Milford)
- 노스알링턴 (North Arlington)
- 노스베일 (Northvale)
- 노우드 (Norwood)
- 오클랜드 (Oakland)
- 올드터팬 (Old Tappan)
- 오러델 (Oradell)
- 팰리세이즈파크 (Palisades Park)
- 퍼래머스 (Paramus)
- 파크리지
- 램지 (Ramsey)
- 리지필드 (Ridgefield)
- 리버에지 (River Edge)
- 로클리 (Rockleigh)
- 러더퍼드 (Rutherford)
- 새들리버 (Saddle River)
- 테너플라이 (Tenafly)
- 티터버러 (Teterboro)
- 어퍼새들리버 (Upper Saddle River)
- 월드윅 (Waldwick)
- 월링턴 (Wallington)
- 웨스트우드 (Westwood)
- 우드클리프레이크 (Woodcliff Lake)
- 우드리지 (Wood-Ridge)

## 인구
| 인구조사                                                                                      | 인구    | Note  | %±     |
| --------------------------------------------------------------------------------------------- | ------- | ----- | ------ |
| 1790년                                                                                        | 12,601  |       | —      |
| 1800년                                                                                        | 15,156  |       | 20.3%  |
| 1810년                                                                                        | 16,603  |       | 9.5%   |
| 1820년                                                                                        | 18,178  |       | 9.5%   |
| 1830년                                                                                        | 22,412  |       | 23.3%  |
| 1840년                                                                                        | 13,223  | *     | −41.0% |
| 1850년                                                                                        | 14,725  |       | 11.4%  |
| 1860년                                                                                        | 21,618  |       | 46.8%  |
| 1870년                                                                                        | 30,122  |       | 39.3%  |
| 1880년                                                                                        | 36,786  |       | 22.1%  |
| 1890년                                                                                        | 47,226  |       | 28.4%  |
| 1900년                                                                                        | 78,441  |       | 66.1%  |
| 1910년                                                                                        | 138,002 |       | 75.9%  |
| 1920년                                                                                        | 210,703 |       | 52.7%  |
| 1930년                                                                                        | 364,977 |       | 73.2%  |
| 1940년                                                                                        | 409,646 |       | 12.2%  |
| 1950년                                                                                        | 539,139 |       | 31.6%  |
| 1960년                                                                                        | 780,255 |       | 44.7%  |
| 1970년                                                                                        | 897,148 |       | 15.0%  |
| 1980년                                                                                        | 845,385 |       | −5.8%  |
| 1990년                                                                                        | 825,380 |       | −2.4%  |
| 2000년                                                                                        | 884,118 |       | 7.1%   |
| 2010년                                                                                        | 905,116 |       | 2.4%   |
| 2019 (추산)                                                                                   | 932,202 | [ 2 ] | 3.0%   |
| Historical sources: 1790–1990 1970–2010 2000 2010-2018 * = Lost territory in previous decade. |         |       |        |

## 갤러리
- 허드슨강가 절벽
- 팰리세이즈 파크 코리아타운
- 포트리 코리아타운
- 프랭클린 호수
- 타판 호수